# Kopáčsky ostrov
Kopáčsky ostrov je přírodní rezervace v bratislavské městské části Podunajské Biskupice v okrese Bratislava II v Bratislavském kraji. Území bylo vyhlášeno v roce 1976 a jeho rozloha je 82,62 hektaru. Předmětem ochrany jsou mozaika stepních a lesních společenstev a společenstva lužních porostů.